# "恋"のさくら咲く 〜恋愛セレクション〜
『"恋"のさくら咲く 〜恋愛セレクション〜』（こいのさくらさく れんあいセレクション）は、嘉門タツオ（旧名・嘉門達夫）の14作目のベスト・アルバム。
2010年4月21日にクラッチ.から発売された。

## 概要
前作『"笑い"のさくら咲く 〜ギャグセレクション〜』から1か月での発売。

## 収録曲
1. これは何かの陰謀だスペシャル 〜凝縮バージョン〜
作詞・作曲：嘉門達夫、編曲：中町俊自
2. ワリカンがイヤだって言ってるんじゃないのよ!
作詞・作曲・編曲：嘉門達夫
3. 新・鼻から牛乳 〜ライブバージョン〜
Live Recording at 三重・四日市 おとかふぇど〜ん (2009.11.15)
作詞：嘉門達夫・シャカリキ・タイゾー・おのしんじ、作曲・編曲：嘉門達夫
4. 理想のタイプ 〜2010年度版〜
作詞・作曲：嘉門達夫、編曲：中町俊自
5. カンジワルイ寿司屋
作：嘉門達夫
6. モテる女になる方法
作詞・作曲・編曲：嘉門達夫
7. 恋愛ホラー 〜セレクト〜
作：嘉門達夫
8. 化粧
作詞・作曲・編曲：嘉門達夫
9. オバサン1号 〜凝縮バージョン〜
作詞・編曲：嘉門達夫、作曲：イギリス民謡
10. 愛の旅人
作詞・作曲・編曲：嘉門達夫
11. ワッハッハッハ!
作詞・作曲・編曲：嘉門達夫
12. のってこない男
作：嘉門達夫
13. ちょっと言いすぎた
作詞・作曲・編曲：嘉門達夫
14. 彼女はもうすぐ35
作詞・作曲・編曲：嘉門達夫
15. 哀愁の黒乳首 〜運命(さだめ)〜
作詞・作曲：嘉門達夫、編曲：依光輝久
16. 結婚生活ビフォアー&アフター
作：嘉門達夫
17. 恋愛と結婚に関する考察
作詞・作曲・編曲：嘉門達夫
18. 30なかば
作詞・作曲・編曲：嘉門達夫
19. 負け犬の開き直り
作詞・作曲・編曲：嘉門達夫
20. さくら咲く
作詞・作曲：嘉門達夫、編曲：中町俊自
21. あったらコワイセレナーデ 〜#atakowaバージョン〜
作詞：#atakowaオールスターズ、作曲：嘉門達夫、編曲：中町俊自
サービストラック